# Elènia bruna
L'elènia bruna (Elaenia pelzelni) és un ocell de la família dels tirànids (Tyrannidae).

## Hàbitat i distribució
Habita els boscos de rivera per l'est dels Andes del nord-est de Perú, nord de Bolívia i oest i centre del Brasil amazònic.